# Vans Warped Tour Compilation 2008
Vans Warped Tour Compilation 2008 es el decimotercer álbum recopilatorio del Warped Tour.
La carátula es una fotografía de Spencer Chamberlain, cantante de Underoath.

## Listado de canciones
Disco 1

| Disc 1 |                                                                       |                                                                                         |                                  |          |  |
| N.º    | Título                                                                | Escritor(es)                                                                            | Artist                           | Duración |  |
| 1.     | «New Wave» (from New Wave)                                            | Tom Gabel                                                                               | Against Me!                      | 3:27     |  |
| 2.     | «The Antidote» (from The Black Swan)                                  | Story of the Year                                                                       | Story of the Year                | 3:58     |  |
| 3.     | «The Lightning Storm» (from Float)                                    | Dave King, Bridget Regan, Dennis Casey, Nathan Maxwell, Robert Schmidt, George Schwindt | Flogging Molly                   | 3:27     |  |
| 4.     | «The Truth» (from the Apathetic EP)                                   | Matt Thiessen                                                                           | Relient K                        | 3:16     |  |
| 5.     | «Blueprints for Future Homes» (from Redeemer)                         | Norma Jean                                                                              | Norma Jean                       | 2:49     |  |
| 6.     | «Shiksa (Girlfriend)» (from In Defense of the Genre)                  | Max Bemis                                                                               | Say Anything                     | 3:36     |  |
| 7.     | «Fell in Love Without You» (from Even If It Kills Me)                 | Motion City Soundtrack                                                                  | Motion City Soundtrack           | 2:30     |  |
| 8.     | «Pressure Zone» (from Disconnected)                                   | Davey Warsop, Dean Ashton                                                               | Beat Union                       | 3:02     |  |
| 9.     | «St. Andrews» (from Street Gospels)                                   | Jay Malinowski                                                                          | Bedouin Soundclash               | 3:00     |  |
| 10.    | «Jamie All Over» (from A Lesson in Romantics)                         | Mayday Parade                                                                           | Mayday Parade                    | 3:35     |  |
| 11.    | «Plenty Strong and Plenty Wrong» (from II)                            | Maylene and the Sons of Disaster                                                        | Maylene and the Sons of Disaster | 2:41     |  |
| 12.    | «Charge into the Sun» (from Come All You Madmen)                      | Jason LaRocca                                                                           | The Briggs                       | 3:13     |  |
| 13.    | «Thelma & Louise» (from Kiss Kiss Kill Kill)                          | Patricia Day, Gaarde, Stendahl                                                          | Horrorpops                       | 3:17     |  |
| 14.    | «Wake the Sun» (from A Band in Hope)                                  | Shawn Harris, Miles Hurwitz                                                             | The Matches                      | 3:34     |  |
| 15.    | «Recovery» (from The Ghosts Among Us)                                 | Matt Wentworth                                                                          | Our Last Night                   | 3:45     |  |
| 16.    | «Algo Que Decir» (from Memorama)                                      | Erik Allison, Fear, Diego, Eric Espartacus                                              | Allison                          | 2:36     |  |
| 17.    | «Let the Evil Go East» (from Go West Young Man, Let the Evil Go East) | Greeley Estates                                                                         | Greeley Estates                  | 3:18     |  |
| 18.    | «Get Out» (from Bend to Break)                                        | The Color Fred                                                                          | The Color Fred                   | 2:44     |  |
| 19.    | «The Same (Doesn't Feel the Same)» (from Line in the Sand)            | Zox                                                                                     | Zox                              | 3:31     |  |
| 20.    | «Yeah! Ska Dance» (from Oreskaband)                                   | Ikasu, Tae-san                                                                          | Ore Ska Band                     | 2:04     |  |
| 21.    | «Currents Convulsive» (from A Flair for the Dramatic)                 | Vic Fuentes, Mike Fuentes                                                               | Pierce the Veil                  | 3:35     |  |
| 22.    | «Back Up» (from The Brooklyn Way)                                     | Kaves, ADM                                                                              | The Lordz                        | 2:47     |  |
| 23.    | «Stay Pretty» (from Isn't This Supposed to Be Fun?)                   | Farewell                                                                                | Farewell                         | 2:37     |  |
| 24.    | «Seduction» (from Where Myth Fades to Legend)                         | Alesana                                                                                 | Alesana                          | 3:38     |  |
| 25.    | «Profit» (from The Fabulous Rudies)                                   | Tom Varis, Paul Miller                                                                  | The Fabulous Rudies              | 3:04     |  |

Disco 2

| Disc 2 | |                                                                |                       |          |  |
| N.º    | Título | Escritor(es)                                                   | Artist                | Duración |  |
| 1.     | «Rite of Spring» (from I-Empire)                                                                               | Angels & Airwaves                                              | Angels & Airwaves     | 4:22     |  |
| 2.     | «Within Destruction» (from An Ocean Between Us)                                                                | Timothy Lambesis, Phillip Sgrosso, Samuel Hipa, Jordan Mancino | As I Lay Dying        | 3:50     |  |
| 3.     | «Dear Maria, Count Me In» (from So Wrong, It's Right)                                                          | All Time Low                                                   | All Time Low          | 3:02     |  |
| 4.     | «Same Blood» (from Santi)                                                                                      | The Academy Is..., William Beckett                             | The Academy Is...     | 3:14     |  |
| 5.     | «Prostitution Is the World's Oldest Profession (And I, Dear Madame, Am a Professional)» (from ¡Viva La Cobra!) | Cobra Starship, Patrick Stump                                  | Cobra Starship        | 2:38     |  |
| 6.     | «Moment» (from Conviction)                                                                                     | Aiden                                                          | Aiden                 | 3:41     |  |
| 7.     | «Wooderson» (from Sink or Swim)                                                                                | The Gaslight Anthem                                            | The Gaslight Anthem   | 2:10     |  |
| 8.     | «Shoot Down the Stars» (from As Cruel as School Children)                                                      | Gym Class Heroes, Sam Hollander, Dave Katz                     | Gym Class Heroes      | 3:34     |  |
| 9.     | «Pages» (from Pages)                                                                                           | There for Tomorrow                                             | There for Tomorrow    | 3:23     |  |
| 10.    | «Where Were You?» (from Shh. Just Go with It)                                                                  | Every Avenue                                                   | Every Avenue          | 2:40     |  |
| 11.    | «Short List of Outspoken Suspects» (from Black President)                                                      | Charlie Paulson                                                | Black President       | 1:25     |  |
| 12.    | «Reptar, King of the Ozone» (from Plagues)                                                                     | The Devil Wears Prada                                          | The Devil Wears Prada | 3:09     |  |
| 13.    | «Mean Fist» (from State of Grace)                                                                              | Street Dogs, Ted Hutt                                          | Street Dogs           | 2:37     |  |
| 14.    | «Faster Bullet» (from Reggae Hit L.A.)                                                                         | J. Bonner, Brian Dixon, Korey Horn, Roger Rivas, Jesse Wagner  | The Aggrolites        | 3:12     |  |
| 15.    | «Gravedigging» (from The Silver Cord)                                                                          | Matt MacDonald, Robert Negrin, Paul Erickson                   | The Classic Crime     | 3:45     |  |
| 16.    | «Bada Bing! Wit' a Pipe» (from Rise or Die Trying)                                                             | Four Year Strong, Alan Day, Dan O'Connor                       | Four Year Strong      | 3:19     |  |
| 17.    | «If We Were a Sinking Ship» (from Shout the Truth)                                                             | Confide                                                        | Confide               | 3:20     |  |
| 18.    | «The Town's Been Talkin'» (from The Way We Talk)                                                               | The Maine                                                      | The Maine             | 3:45     |  |
| 19.    | «How I Could Just Kill a Man» (from Waves and the Both of Us)                                                  | Charlotte Sometimes, Sam Hollander, Dave Katz                  | Charlotte Sometimes   | 2:52     |  |
| 20.    | «Carpe Diem» (from 12:34)                                                                                      | Authority Zero                                                 | Authority Zero        | 2:37     |  |
| 21.    | «Back Burner» (from Messengers)                                                                                | August Burns Red                                               | August Burns Red      | 3:41     |  |
| 22.    | «Baby's Comin' Home Today»                                                                                     | R. Canapini, P. Bearer, R. Seale                               | Joe Coffee            | 2:50     |  |
| 23.    | «Luxury» | The Randies                                                    | The Randies           | 2:48     |  |
| 24.    | «High Tide or No Tide» (from Wolfbiker)                                                                        | Evergreen Terrace                                              | Evergreen Terrace     | 3:06     |  |
| 25.    | «Punkbitch» (from Want)                                                                                        | Sean Foreman, Nathaniel Motte                                  | 3OH!3                 | 3:51     |  |